# 中川橋 (東京都)

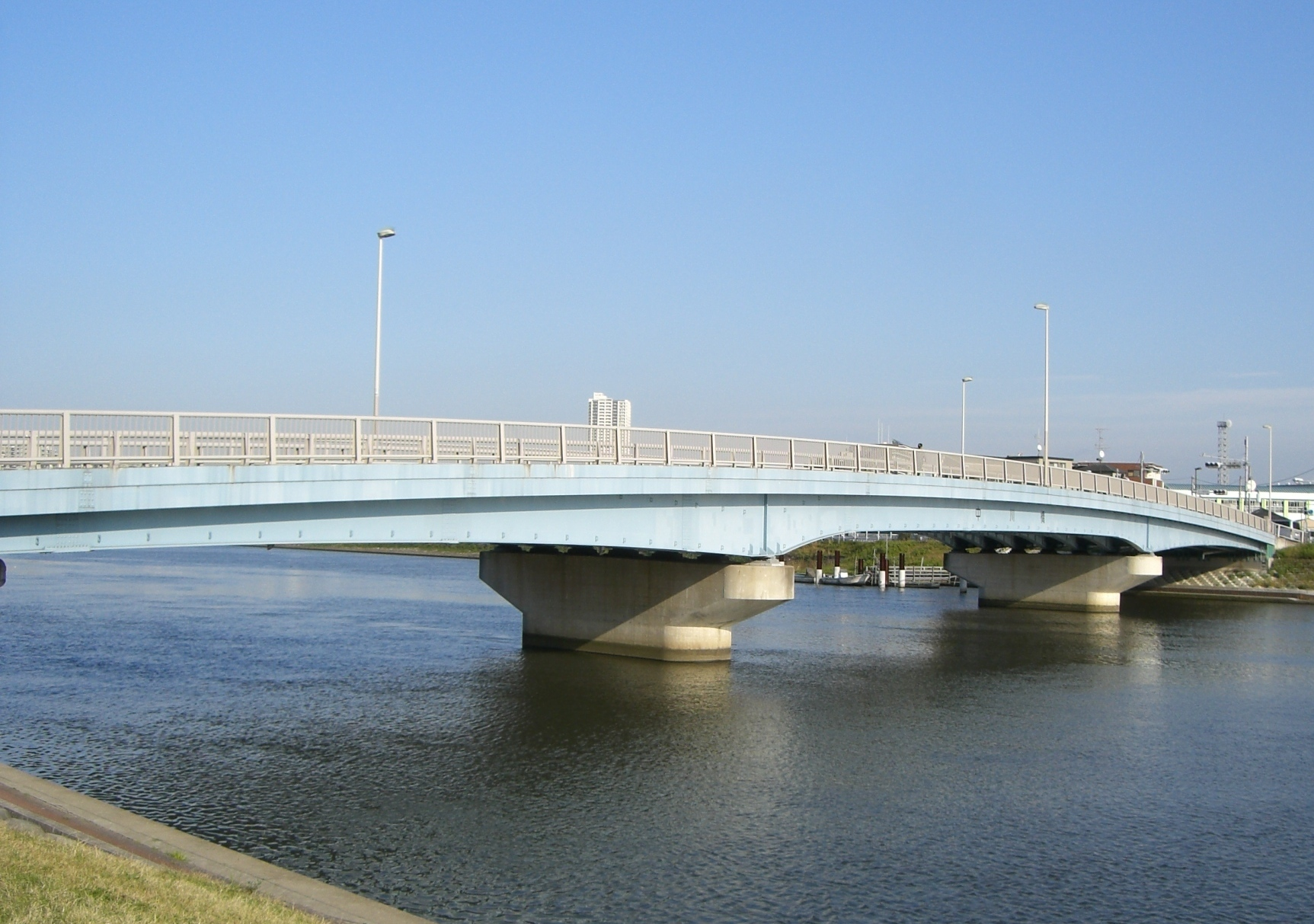
中川橋（2015年11月）

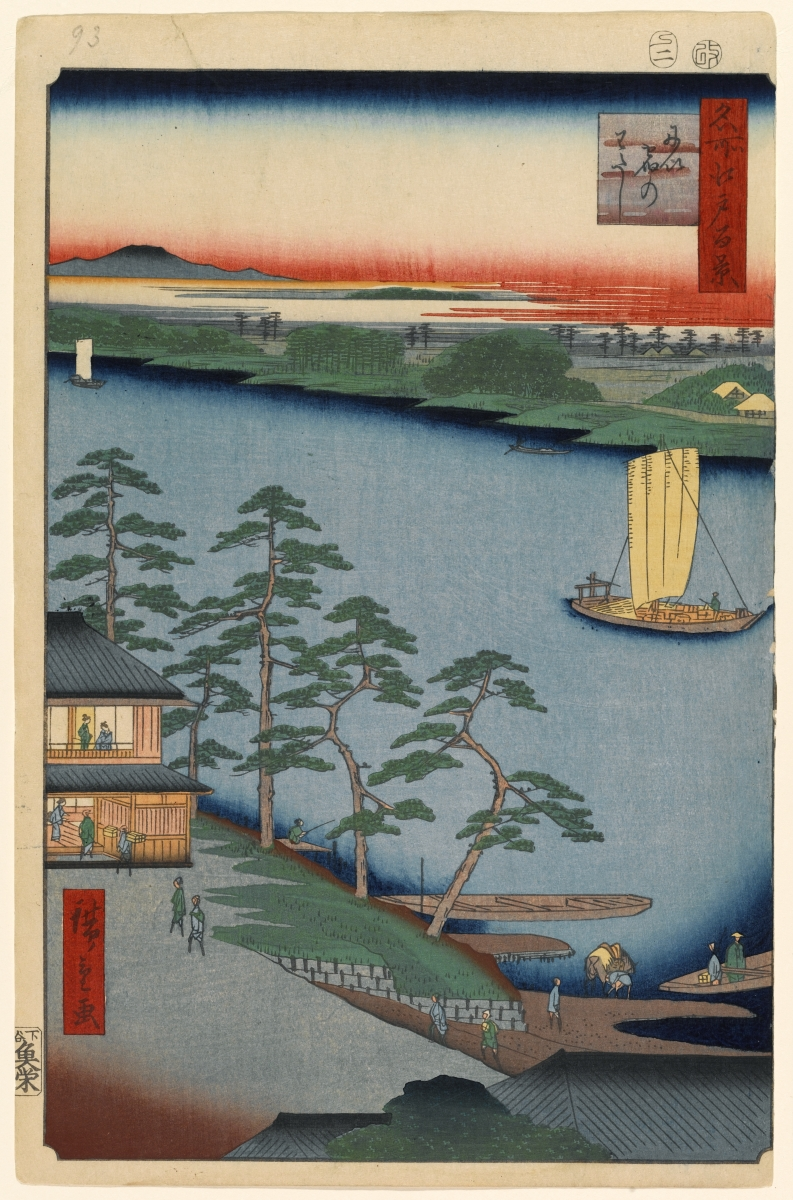
名所江戸百景
『にい宿のわたし』

中川橋（なかがわはし）は、東京都葛飾区亀有と新宿（にいじゅく）の間で中川に架かる道路橋。東京都道467号千住新宿町線（都市計画道路補助第136号線）を通す。

## 歴史
かつて水戸街道の千住宿と松戸宿の間のこの地には新宿の渡しがあったが、新宿町と亀有村の両民が建設資金を拠出して1884年（明治17年）12月に明治天皇の行幸に合わせて仮橋が完成した際、廃止された。翌年、新しく架け替えられた橋では通行料が取られ賃取橋とも呼ばれた。
2代目の橋は1933年（昭和8年）10月に鋼橋が架設されたが、老朽化、交通量の増大に対応するため、車道の拡幅などを行う架替工事が1993年（平成5年）に着工された。用地買収の関係で1995年（平成7年）度頃より工事が中断する時期があったが2000年（平成12年）度に工事が再開され、事業費28億円をかけた末2008年（平成20年）3月10日6時、一般開放された。
旧橋は2003年（平成15年）撤去され、新橋の完成までは2002年（平成14年）3月、仮設橋が上流部に設置された。

## 橋の概要
- 橋梁形式：上路式連続鋼鈑桁橋
- 橋長：120.6 m[11]
- 幅員：15.0 m[6]
- 有効幅員：車道8.2 m、歩道3.0 m × 2[11]
- 最大支間長：47.0 m[11]
- 施工主体：東京都

## 周辺
- アリオ亀有
- 葛飾区立新宿小学校
- 立増寺
- 宝蓮寺
- 旧新宿町役場跡地
- 環七通り

## 隣の橋
- 中川

（上流） - 飯塚橋 - JR常磐線中川橋梁 - 中川橋 - 中川大橋 - 京成本線中川橋梁 - （下流）

## 関連文献
- 斎藤幸雄「巻之七 揺光之部 新宿渡口」『江戸名所図会』 4巻、有朋堂書店、1927年、279頁。NDLJP:1174161/144。

座標: 北緯35度45分46.8秒 東経139度51分18.4秒 / 北緯35.763000度 東経139.855111度